# Mutebi II
Mutebi II właśc. Ronald Muwenda Mutebi II (ur. 13 kwietnia 1955 w królewskim pałacu Mengo) – od 31 lipca 1993 roku król – kabaka – królestwa Bugandy, syn Edwarda Mutesy II i królowej Sarah Nnalule.

## Życiorys
Mutebi II urodził się 13 kwietnia 1955 roku. Studiował w Magdalene College na University of Cambridge.
Kiedy w 1993 roku prezydent Ugandy Yoweri Museveni przywrócił królestwa ugandyjskie i tytuł kabaki, Ronald Mutebi wrócił do kraju i został koronowany na 36. kabakę Bugandy i przyjął imię Mutebi II. Z tytułem kabaki nie wiążą się żadne funkcje państwowe a jedynie funkcje ceremonialne i religijne. Kabaka jest głową wszystkich klanów – Ssabataką i przywódcą duchowym 7,5 miliona Gandów.
Szefowie 52 klanów bugandyjskich złożyli mu przysięgę poddaństwa. Mutebi II zaczął ubierać się w tradycyjne szaty ze skóry lamparta oraz uczyć się języka narodowego suahili. Uganda zwróciła mu rodzinny majątek, m.in. 80 tys. ha ziemi, który skonfiskowano w 1966 roku.
27 sierpnia 1999 roku Mutebi II poślubił w stolicy Kampali Sylvię Naggindę Luswatę, która stała się królową (nabagereka). Ceremonię ślubną w obrządku anglikańskim poprowadził arcybiskup Mpalanyi Nkoyoyo w Katedrze św. Pawła na górze Namirembe. Po ceremonii przyjęcie weselne odbyło się przy pałacu Lubiri i trwało trzy dni. Prezydent Yoweri Museveni podarował nowożeńcom 10 sztuk bydła.
Królowa Sylvia urodziła się we wrześniu 1964 roku w Wielkiej Brytanii. Ukończyła studia nauk humanistycznych na uniwersytecie miejskim w Nowego Jorku. Zdobyła tytuł doktora w nowojorskim Institut of Technology. Kontynuowała naukę w dziedzinie ekonomii, dziennikarstwa i systemów komunikowania. Pracowała w Banku Światowym w Waszyngtonie, jako konsultant badań przy głównym biurze Organizacji Narodów Zjednoczonych.
Mutebi II ma następujące dzieci:
- książę Jjunju Suna Kiwewa (matka: Vanencia Sebudandi)
- księżniczka Joan Nassolo (matka:?)
- księżniczka Victoria Nkinzi (matka:?)
- Księżniczka Sarah Katrina Ssanalayambogo (matka: królowa Sylvia), ur. 4 lipca 2001 roku w Londynie